# Бедная невеста
«Бедная невеста» — пьеса (комедия) в пяти действиях Александра Островского 1851 года.

## Создание
Летом 1850 года Островский сообщал Погодину о своих литературных занятиях. Среди начатого была и «Бедная невеста». 31 октября 1850 года Островский читал у Погодина отрывок из этой пьесы. В конце марта 1851 года драматург, рассчитывая на скорое завершение пьесы, обращался к Погодину с просьбой о публикации «Бедной невесты» в «Ведомостях».
Весь апрель прошёл в напряженной работе над «Бедной невестой». В мае Островский пишет Погодину: «надеялся сделать Вам сюрприз, то есть прислать 2 акта своей комедии, но теперь обстоятельства изменились и я закончу их только к субботе». Пьеса была закончена летом 1851 года, однако автор продолжал вносить в неё дополнения и поправки.
3 ноября драматург извещал Погодина, что «комедия позамешкалась несколькими днями, потому что я слышал комедию Писемского („Ипохондрик“) и нашёл нужным свою подкрасить настолько, чтобы не краснеть за неё».
В декабре Островский сдал пьесу в цензуру и 1 января 1852 года получил разрешение на её отдельное издание. Но и после этого работа над пьесой не прекращалась. Драматург вносил в неё новые правки: «Завтра, то есть в четверг, я вам отдам невесту» — уведомлял он Погодина в письме от 30 января 1852 года.
19 февраля 1852 года было получено цензурное разрешение на печатание пьесы в журнале «Москвитянин», в четвёртом номере которого она и появилась. Готовя первое собрание своих сочинений в издании Кушелева-Безбородко, Островский вносит в «Бедную невесту» ряд дополнительных изменений. Приняв во внимание критические замечания, высказанные в журналах «Современник» и «Отечественные записки», драматург сокращает отдельные сцены, устраняет неудачные выражения, уточняет характеристики образов, усиливает колоритность языка действующих лиц. Новая редакция пьесы была напечатана в собрании сочинений Островского, изданного Кушелевым-Безбородко в 1859 году.

## Действующие лица
- Анна Петровна Незабудкина, вдова небогатого чиновника.
- Марья Андреевна, её дочь.
- Владимир Васильевич Мерич,
- Иван Иванович Милашин, молодые люди, знакомые Незабудкиной.
- Платон Маркович Добротворский, старый стряпчий.
- Максим Дорофеевич Беневоленский, чиновник.
- Арина Егоровна Хорькова, вдова, мещанка.
- Михайло Иванович Хорьков, сын её, бывший студент.
- Карповна, сваха (по купечеству) в платочке.
- Панкратьевна, сваха (по дворянству) в чепчике.
- Дарья, горничная Незабудкиных.
- Мальчик Добротворского.
- Дуня,
- Паша, молодые девушки.

Официант и разные лица, являющиеся в пятом действии смотреть свадьбу.

## Содержание
У Анны Петровны, вдовы бедного чиновника, дочь, Марья Андреевна, невеста. Мать всячески старается её пристроить; в этом деле помогает ей старинный друг её мужа, некто г. Добротворский. За Марьей Андреевной ухаживают молодые люди: Милашин и Мерич; в Мерича она сама влюблена; в неё влюблен некто Хорьков; мать Хорькова, тоже вдова, мещанка, сильно хлопочет о своем сыне. Между тем г. Добротворский рекомендует г. Беневоленского, чиновника; чиновник этот очень может помочь Анне Петровне в тяжбе, угрожающей всему её состоянию; он влюбляется в Марью Андреевну и предлагает ей свою руку. Вдова соглашается и начинает вместе с Добротворским убеждать Марью Андреевну, которая перед этим только что имела первое объяснение в любви с Меричем, поцеловать её поскорей.

## Прототипы действующих лиц
Внук Аполлона Григорьева В. А. Григорьев в неопубликованных воспоминаниях писал:

З. Ф. Корш, между прочим, обрисована А. Н. Островским в драме «Бедная невеста» в лице главной героини, Марьи Андреевны. По-видимому, автор хотел показать отчасти предмету своего увлечения предстоящую судьбу, обрисовав яркими чертами безвыходное положение бедной девушки в условиях тогдашней русской жизни. Действующие лица драмы в значительной степени списаны с натуры. Кроме Марьи Андреевны в Хорькове изображен сам автор, в Милашине — Т. И. Филиппов. Беневоленский, Добротворский, Мерич — все это живые люди из числа тех, кого Островский встречал в семье Корш, частью в других местах. На самом деле, такого брака, как в драме, не было. З. Ф. умерла девушкой в начале 80-х годов.— В.А.Григорьев, цитируется по: Лакшин В. Я. "Александр Николаевич Островский"
Вышеуказанная Зинаида Федоровна Корш происходила из известной, уважаемой в кругу Островского семьи. Её брат Евгений был редактором «Московских ведомостей», брат Валентин — «Санкт-Петербургских ведомостей», сестра Лидия — жена Аполлона Григорьева.
Сергей Максимов в воспоминаниях об Островском пишет:

Речь идет о Зинаиде Федоровне Корш, дочери профессора Московской медико-хирургической академии. Проф. Корш, рано умерший, оставил вдову с двумя сыновьями и пятью дочерьми, из которых Зинаида самая младшая. Островский был знаком с братьями Корш ещё по гимназии, а во второй половине сороковых годов посещал их дом. Кроме стихотворения «Снилась мне большая зала», прямо адресованного З. Ф. Корш, Островский посвятил ей также акростих «Зачем мне не дан дар поэта» (см. воспоминания С. В. Максимова, стр. 108). Вполне возможно, что З. Ф. Корш послужила прототипом для образа Марьи Андреевны в «Бедной невесте»: семья Корш, как и Незабудкины, жила на пенсию отца, вдова проф. Корша искала для своих дочерей состоятельных женихов.— Максимов С. В. «Александр Николаевич Островский (По моим воспоминаниям)»

## Отзывы
20 марта 1852 года (после появления «Бедной невесты» в «Москвитянине») Алексей Писемский писал драматургу: «Комедию Вашу я прочитал с неистовым удовольствием и нахожу, что она не только не уступает „Свои люди — сочтемся“, но даже выше, потому что комизм её тоньше, задушевнее — выведенные лица до того живы, что мне снятся во сне».
Тургенев, указывая на недостатки комедии, однако, находил, что «общий колорит её верен», а второй акт «прекрасен с начала до конца». «Островский начал необыкновенно, и читатель ждёт от него необыкновенного. Со всем тем, мы от всей души приветствуем комедию г-на Островского». В 1879 году, перепечатывая статью, Тургенев, имея в виду свои критические замечания, заявил, что его оценка «одного из лучших произведений драматурга» оказалась неверной.
В. П. Боткин в письме Тургеневу писал: «… надобно сказать, что пьеса очень умно задумана и могла бы быть трогательна… — но увы! для комедии — одни прекрасные намерения мало имеют цены… Во всяком случае „Бедная невеста“ несмотря на неудачу свою, есть произведение достойное уважения»; а в следующем письме добавляет, что на чтении у графини Сологуб (Самариной) она (пьеса) имела едва-едва посредственный успех.
Чернышевский считал, что в сравнении с пьесой «Свои люди — сочтёмся» идея «Бедной невесты», не имея достоинства новизны, принадлежит «слишком тесному кругу частной жизни», но комедия в целом, по его мнению, «очень хороша».
Свою характеристику пьесы дал в 1859 году Добролюбов. Охарактеризовал безысходное положение «бедной невесты», Марьи Андреевны: «А из-за чего же терпит несчастная все эти оскорбления? Что её держит в этом омуте?» … «Ясно что: она бедная невеста, ей некуда деваться, нечего делать, кроме как ждать или искать выгодного жениха. Замужество — это её должность, работа, карьера, назначение жизни. Как поденщик ищет работы, чиновник — места, нищий — подаяния, так девушка должна искать жениха… Над этим смеются современные либералы; но интересно бы знать, что же, в самом деле, станет у нас делать девушка, не вышедшая замуж?». В «Бедной невесте» Добролюбов находил «категорический ответ» на злободневный вопрос современной Островскому действительности — «почему у нас женщина в семье находится в таком рабском положении и почему самодурство тяготеет над ней с особенной силой».

## Постановки
Разрешение на театральную постановку «Бедной невесты» было получено лишь 15 сентября 1852 года. Этому разрешению много способствовало то, что цензор Гедерштерн представил пьесу в своей рецензии обычной любовно-бытовой драмой. Драматическая цензура полностью вычеркнула из пьесы роли Дуни и Паши. Запрещение играть эти роли было снято драматической цензурой лишь 3 октября 1861 года.
«Бедная невеста» была в первый раз поставлена в Московском Малом театре |20 августа (1 сентября) 1853 года. Роли исполняли: Незабудкиной — Сабурова, Марьи Андреевны — Е. Н. Васильева, Мерича — Черкасов, Милашина — С. В. Васильев, Добротворского — Шумский, Беневоленского — П. М. Садовский, Хорькова — Полтавцев, Хорьковой — Акимова.
Первое представление «Бедной невесты» на сцене Александринского театра состоялось 12 октября 1853 года, в бенефис артистки Читау. Роли исполняли: Незабудкиной — Громова, Марьи Андреевны — Читау, Мерича — Смирнов 1-й, Милашина — Бурдин, Добротворского — Прусаков, Беневоленского — Мартынов, Хорьковой — Линская, Хорькова — Степанов.
Для представления на народных театрах «Бедная невеста» была разрешена только 3 мая 1893 года, но с изъятием ролей Дуни и Паши. Наиболее замечательными исполнителями основных ролей пьесы были: П. М. Садовский — Беневоленский, С. Васильев — Милашин, Шуйский и Варламов — Добротворский, Далматов — Мерич.
Яркие сценические образы создали артистки Е. Н. Васильева, Читау и Стрепетова в роли Марьи Андреевны, Садовская — в роли Незабудкиной, Стрельская и Линская — в роли Хорьковой.